# Низкое (Московская область)
Низкое — деревня в муниципальном округе Егорьевск Московской области России . Входит в культурно-историческую местность Леоновщина.

## География
Деревня Низкое расположена 20 километрах от города Егорьевск.

## История
Упоминается с 1577 года в составе Крутинской волости Коломенского уезда.
В середине XVI века было в поместье за Петром Стрелиным, располагалось на речке Корманце (левый приток Цны) и носило название Низкое Раменье. В 1577 году владельцем деревни стал И. М. Бутурлин. Угодья составляли 20 чети пашни худой земли, 12 чети перелогу, 7 копен сена и 5 десятин непашенного леса.
В 1627 году деревня Низкая Раменье была за окольничим Ф. Л. Бутурлиным. В ней проживало 7 крестьянских и 3 бобыльских двора. Пахотные угодья увеличились втрое по сравнению с описанием 1577 г. В XVII—XIX вв. д. Низкое принадлежало Бутурлиным, Леонтьевым, Еропкиным, князьям Гагариным. В 1870 г. в д. Низкое было 352 ревизские души, владевшие 733 десятинами пашни, 320 десятинами сенокосных угодий, 20 десятинами выгонов и 20 десятинами усадебной земли. Крестьянам принадлежало 40 лошадей, 200 коров и 56 овец.
Во второй половине XIX — начале XX веке в деревне преобладал бондарный промысел. Крестьянин И. Епифанов имел фотографии в Егорьевске и Рязани. Местный уроженец, столяр Ф. Малинов соорудил в 1840-х годы иконостас Воскресенского храма в с. Ильинский Погост.
В деревне были школа, 2 чайных, торговая лавка, кузница и ветряная мельница. В 1919 году в пустоши Тимиревской была построена и освящена деревянная Троицкая церковь. В 1928 году выходцы из деревни основали артель-коммуну «Чайка», просуществовавшую до конца 1930-х годов. До 1954 года Низкое было центром Низковского сельсовета.
До 2015 года входила в состав Саввинского сельского поселения.

## Демография
Население — 65 человек (2010).
| 1859 | 1868 | 1885 | 1905 | 1926 | 2002 | 2006 |
| ---- | ---- | ---- | ---- | ---- | ---- | ---- |
| 671  | ↘669 | ↗826 | ↘630 | ↗753 | ↘46  | →46  |
| 2010 |      |      |      |      |      |      |
| ↗65  |      |      |      |      |      |      |